# Villa Bisonó (ort i Dominikanska republiken)
Villa Bisonó är en ort i Dominikanska republiken. Den ligger i provinsen Santiago, i den centrala delen av landet, 150 km nordväst om huvudstaden Santo Domingo. Villa Bisonó ligger 131 meter över havet och antalet invånare är 33 137.
Terrängen runt Villa Bisonó är kuperad åt nordost, men åt sydväst är den platt. Runt Villa Bisonó är det tätbefolkat, med 319 invånare per kvadratkilometer. Närmaste större samhälle är Esperanza, 11,6 km väster om Villa Bisonó. Omgivningarna runt Villa Bisonó är en mosaik av jordbruksmark och naturlig växtlighet.